# Chassalia petrinensis
Chassalia petrinensis är en måreväxtart som beskrevs av Bernard Verdcourt. Chassalia petrinensis ingår i släktet Chassalia och familjen måreväxter.
Artens utbredningsområde är Mauritius. Inga underarter finns listade i Catalogue of Life.